# Qawra torony
A Qawra torony (máltaiul: Torri tal-Qawra) más néven Qawra Point tornya (máltaiul: Torri ta' Ras il-Qawra), vagy Fra Ben torony (máltaiul: Torri ta' Fra Ben) kis őrtorony Máltán, Qawraban, a Szent Pál-öbölnél. Egyike azoknak az erődtornyoknak, amelyeket az 57. máltai nagymester építtetett a szigetek partvédelmi hálózatának részeként. A Qawra torony 1638-ban készült el, majd 1715-ben tüzérségi ütegállást építettek mellé. A torony és az üteg ma étterem.

## Története

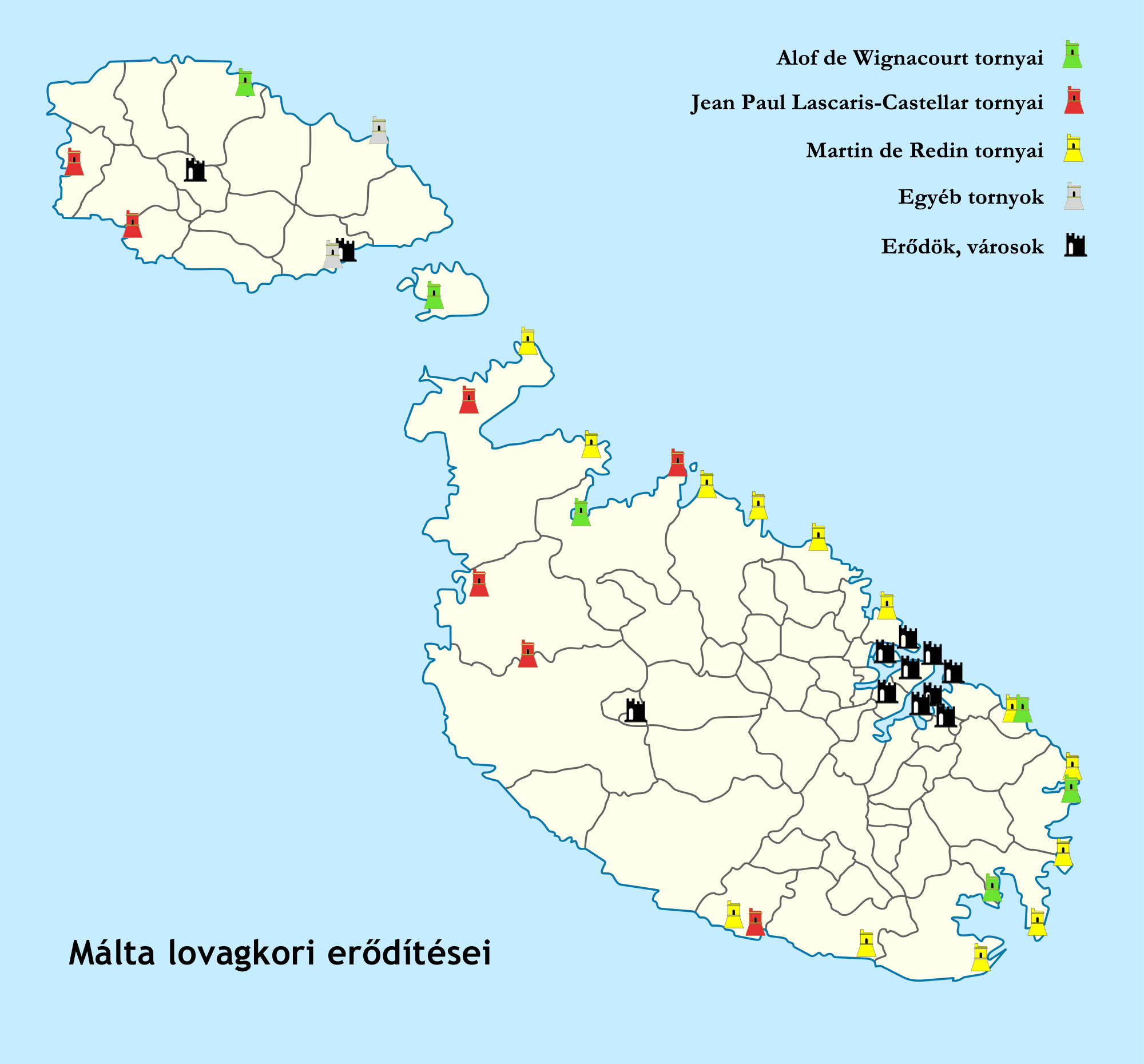
Málta 1530–1798 között épült partvédelmi rendszere

A máltai lovagrend nagyszabású védelmi rendszeréhez Jean-Paul de Lascaris-Castellar nagymester összesen kilenc, közel azonos kialakítású kis tornyot építtetett, amelyekből hét Málta főszigetén, kettő pedig Gozón állt. A tornyok feladata az volt, hogy őrhelyként működjenek: riasszák a helyőrséget és figyelmeztető lövéseket adjanak le a közelgő ellenségre vagy berber kalózokra. A tornyokat egymástól látótávolságára helyezték el, hogy éjjel-nappal jelezhessenek egymásnak és a nagyobb erődöknek. Ezek sorában a Qawra torony negyedikként épült egy középkori őrállomás helyén. 1638-ben készült el, nyugatról a Szent Pál-öbölre, keletről pedig a Salina-öböl bejáratára tekintő Qawra Pointnál. A torony látóterébe épült 1659-ben a Għallis torony, amely összekapcsolta a Qawra tornyot a De Redin-tornyokkal, így biztosítva a kommunikációt Gozo és Valletta között.
A torony kialakítása a többi Lascaris-toronyhoz hasonló: négyzetes alapterületű, kétszintes, lapostetős, a belső tér két emeletén egy-egy szoba található. A felső emeletre eredetileg létrán vagy kötélhágcsón lehetett bejutni, itt volt a katonák őrhelye. Viszonylag kevés fegyverzettel rendelkezett, az őrszolgálatot három, négy ember látta el.
1715-ben a torony tenger felőli oldala köré félkör alakú parti üteg épült, alacsony ágyúpaddal és sziklába vájt meredek árokkal. Később két, lőrésekkel ellátott bunkerrel egészült ki, amelyeket V-alakú mellvéd kötött össze. A torony és az üteg közelében az 1760-as években sáncokat emeltek, melynek egy része ma is látható. 
A torony ma étterem, az erősen átalakított ütegállás pedig úszómedenceként szolgál. A torony enyhén leromlott állapotú – valamikor cementtel vakolták, ami lepattogzik; tetejét durva kiegészítő téglafalazattal látták el és víztartályokat szereltek rá.

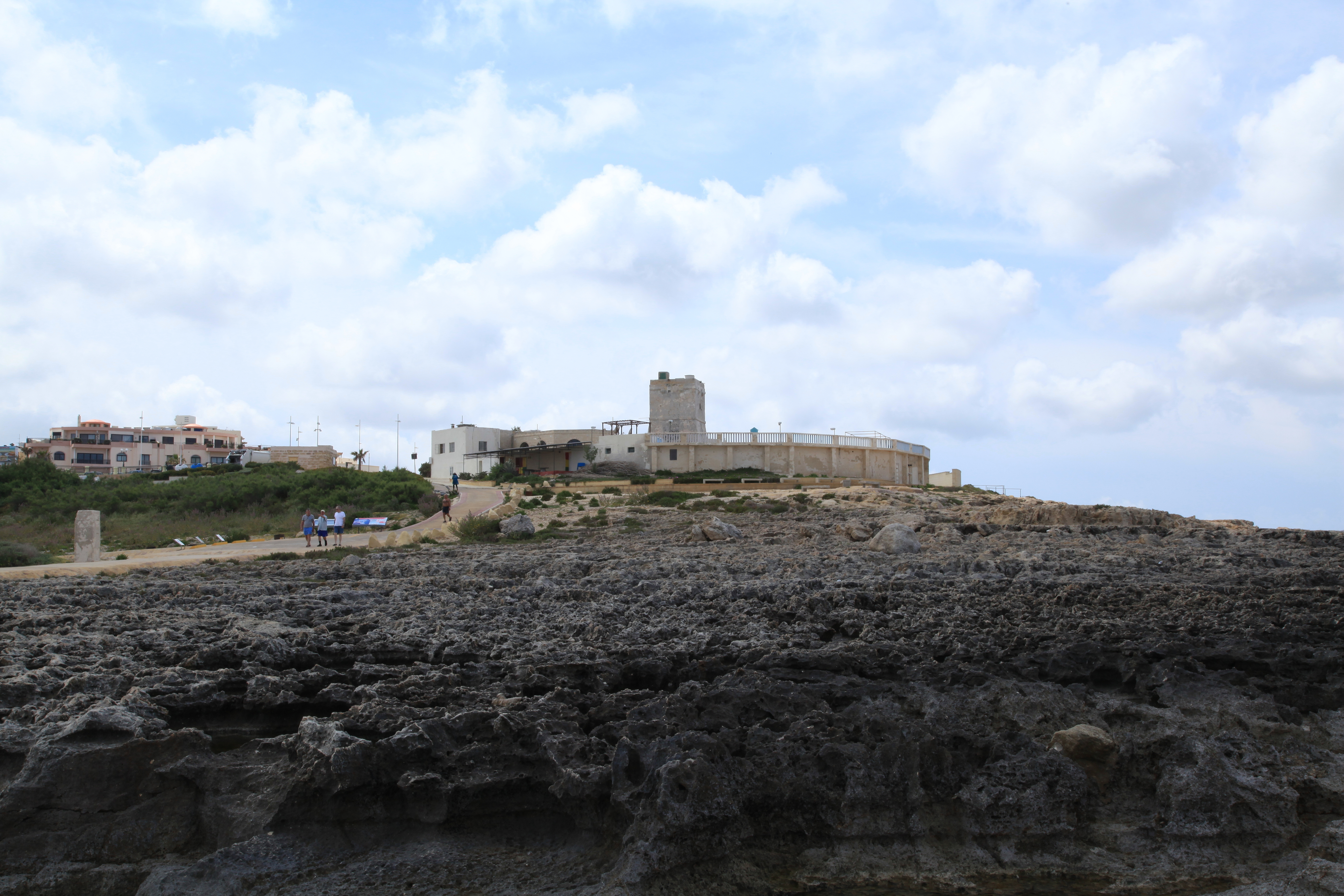
A Qawra torony és a félköríves ütegállás
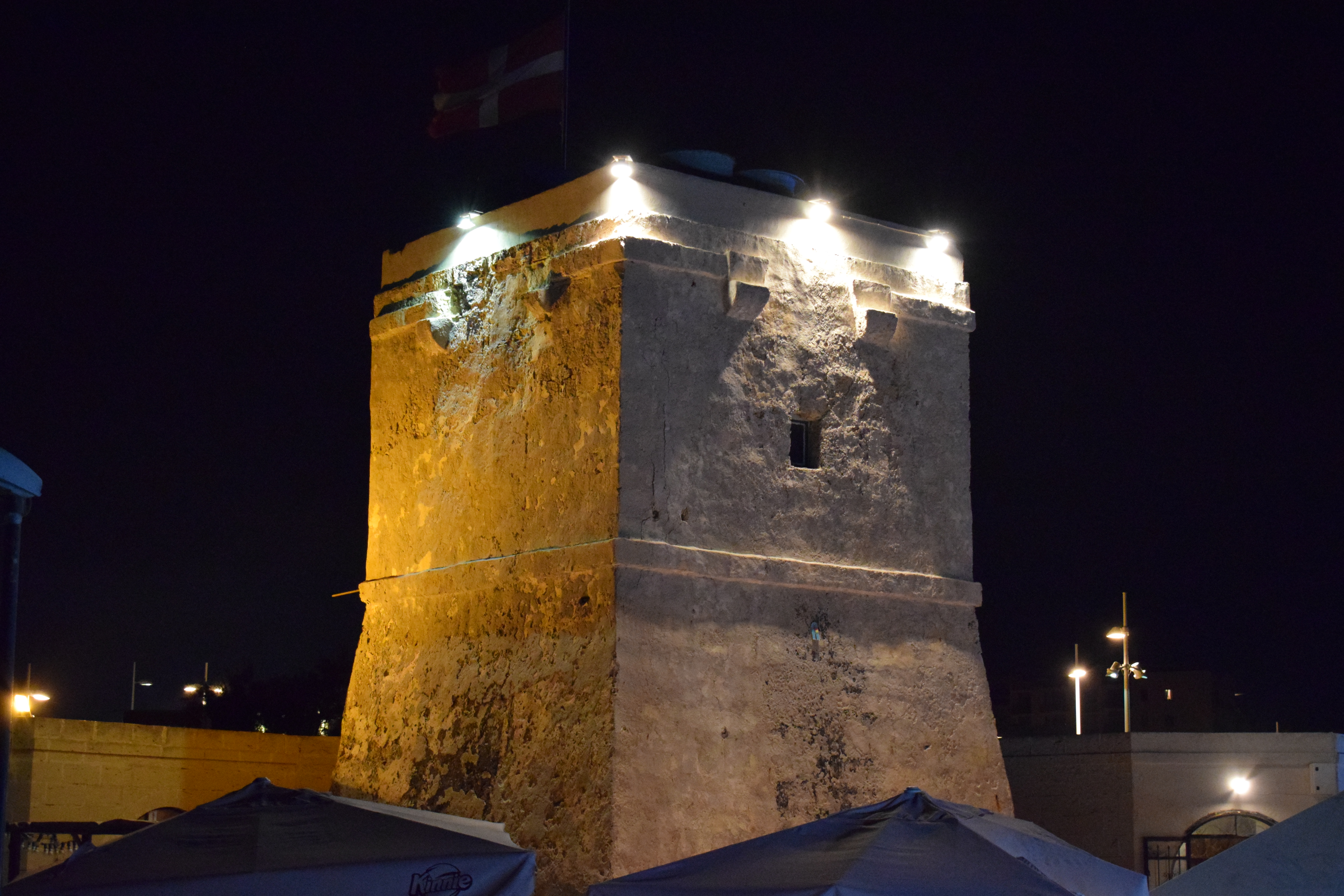
A torony éjszakai kivilágításban
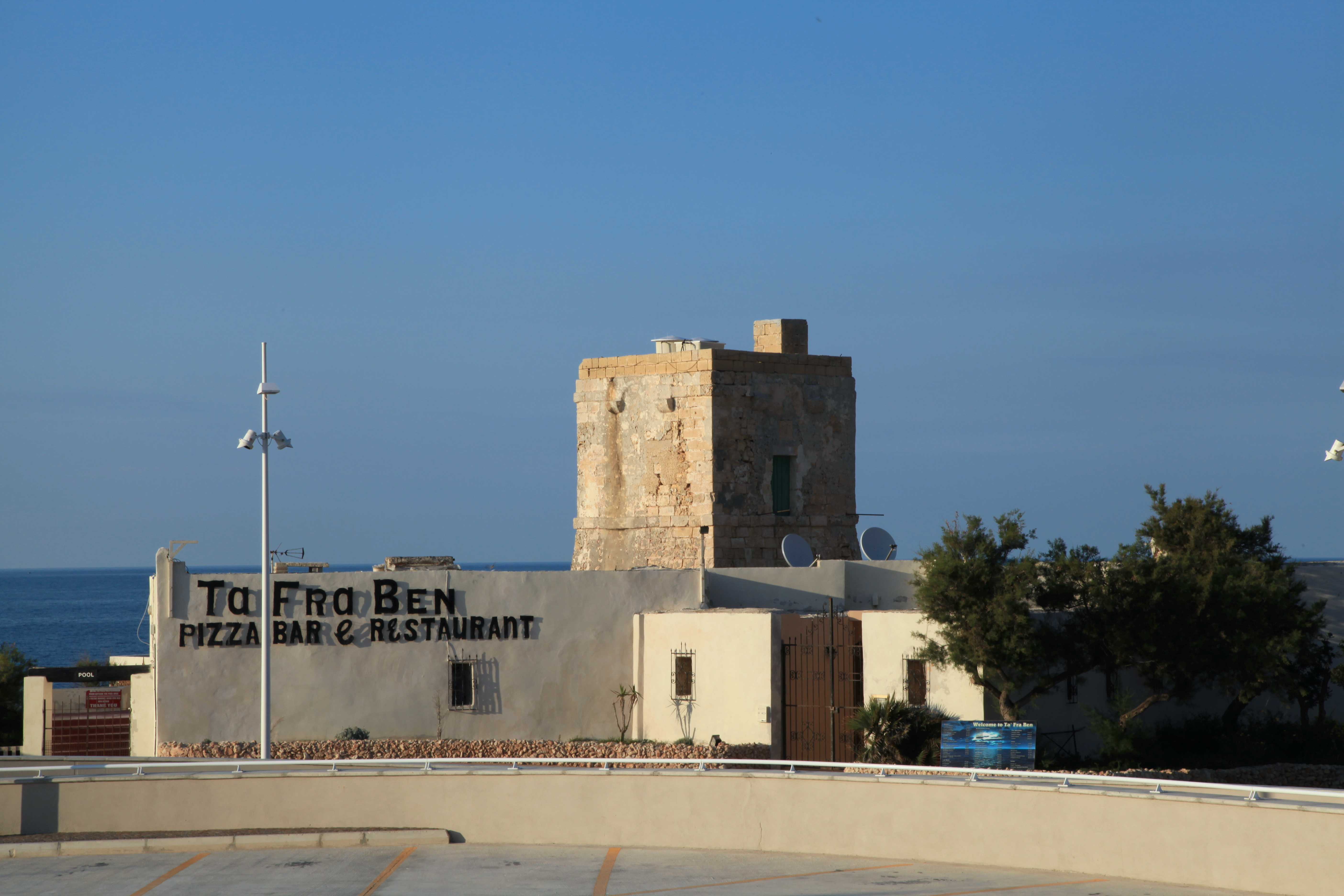
Az étterem bejárata

## Fordítás
Ez a szócikk részben vagy egészben  a   Qawra Tower című angol Wikipédia-szócikk fordításán alapul.  Az eredeti cikk szerkesztőit annak laptörténete sorolja fel. Ez a jelzés csupán a megfogalmazás eredetét és a szerzői jogokat jelzi, nem szolgál a cikkben szereplő információk forrásmegjelöléseként.

## További irodalom
- The Fougasses of Malta / M.B.H. Ritchie. AM. 6(1927)5(Marzo.195-203) Archiválva 2022. május 21-i dátummal a Wayback Machine-ben

## Külső hivatkozások
- A máltai szigetek kulturális javainak nemzeti jegyzéke